# UFC Fight Night: Hendricks vs. Thompson
UFC Fight Night: Hendricks vs. Thompson è stato un evento di arti marziali miste tenuto dalla Ultimate Fighting Championship svolto il 6 febbraio 2016 all'MGM Grand Garden Arena di Las Vegas, Stati Uniti.

## Retroscena
Inizialmente l'evento doveva svolgersi sotto il nome di UFC 196, dove nel main event avrebbero dovuto affrontarsi per il titolo dei pesi massimi UFC il campione in carica Fabrício Werdum e il due volte campione Cain Velasquez. Tuttavia, il 24 gennaio Velasquez venne rimosso dalla card dopo aver subito un infortunio alla schiena, venendo così sostituito da Stipe Miočić. Il giorno seguente, Werdum annunciò la sua assenza dall'incontro a causa di un infortunio.
Non avendo più opzioni rimanenti per il main event, il 26 gennaio la UFC decise di cancellare il pay-per-view, inserendo al suo posto un evento Fight Night. Come match principale della card, si affrontarono in un incontro di pesi welter l'ex campione di categoria Johny Hendricks e il cinque volte campione di kickboxing Stephen Thompson.
L'incontro di pesi welter tra l'ex campione WEC Mike Pyle e Sean Spencer venne inizialmente organizzato per UFC 187. Tuttavia, Spencer si infortunò e l'intero incontro venne spostato per questo evento
Mickey Gallo, il quale venne chiamato a combattere dall'ex campione WWE CM Punk e quindi a partecipare al reality Looking for a Fight, affrontò il nuovo arrivato Mike Jackson. In caso di vittoria avrebbe ottenuto la possibilità di affrontare Punk lo stesso anno.

## Risultati
|                                   | Divisione                      |                                |                                |                                | Metodo                                  | Round                          | Tempo                          | Premio                         |
| Card Principale (Fox Sports 1)    | Card Principale (Fox Sports 1) | Card Principale (Fox Sports 1) | Card Principale (Fox Sports 1) | Card Principale (Fox Sports 1) | Card Principale (Fox Sports 1)          | Card Principale (Fox Sports 1) | Card Principale (Fox Sports 1) | Card Principale (Fox Sports 1) |
| --------------------------------- | ------------------------------ | ------------------------------ | ------------------------------ | ------------------------------ | --------------------------------------- | ------------------------------ | ------------------------------ | ------------------------------ |
|                                   | Pesi Welter                    | Stephen Thompson               | batte                          | Johny Hendricks                | KO Tecnico (pugni)                      | 1                              | 3:31                           | POTN                           |
|                                   | Pesi Massimi                   | Roy Nelson                     | batte                          | Jared Rosholt                  | Decisione unanime (30-27, 30-27, 29-28) | 3                              | 5:00                           |                                |
|                                   | Pesi Mediomassimi              | Ovince St. Preux               | batte                          | Rafael Cavalcante              | Decisione unanime (30-27, 30-27, 29-28) | 3                              | 5:00                           |                                |
|                                   | Pesi Mosca                     | Joseph Benavidez               | batte                          | Zach Makovsky                  | Decisione unanime (30-27, 29-28, 29-28) | 3                              | 5:00                           |                                |
|                                   | Pesi Mediomassimi              | Misha Cirkunov                 | batte                          | Alex Nicholson                 | Sottomissione (neck crank)              | 2                              | 1:28                           |                                |
|                                   | Pesi Welter                    | Mike Pyle                      | batte                          | Sean Spencer                   | KO Tecnico (gomitate e ginocchiate)     | 3                              | 4:25                           | FOTN                           |
| Card Preliminare (Fox Sports 1)   |                                |                                |                                |                                |                                         |                                |                                |                                |
|                                   | Pesi Leggeri                   | Josh Burkman                   | batte                          | K.J. Noons                     | Decisione unanime (30-27, 30-27, 30-27) | 3                              | 5:00                           |                                |
|                                   | Pesi Massimi                   | Derrick Lewis                  | batte                          | Damian Grabowski               | KO Tecnico (pugni)                      | 1                              | 2:17                           |                                |
|                                   | Pesi Mosca                     | Justin Scoggings               | batte                          | Ray Borg                       | Decisione unanime (30-27, 30-27, 30-26) | 3                              | 5:00                           |                                |
|                                   | Pesi Piuma                     | Diego Rivas                    | batte                          | Noad Lahat                     | KO (ginocchiata in salto)               | 2                              | 0:23                           | POTN                           |
| Card Preliminare (UFC Fight Pass) |                                |                                |                                |                                |                                         |                                |                                |                                |
|                                   | Pesi Welter                    | Mickey Gall                    | batte                          | Mike Jackson                   | Sottomissione (rear-naked choke)        | 1                              | 0:45                           |                                |
|                                   | Pesi Piuma                     | Alex White                     | batte                          | Artem Lobov                    | Decisione unanime (30-27, 30-27, 30-27) | 3                              | 5:00                           |                                |

## Premi
I lottatori premiati ricevettero un bonus di 50.000 dollari.
Legenda:
- FOTN: Fight of the Night (vengono premiati entrambi gli atleti per il miglior incontro dell'evento)
- POTN: Performance of the Night (viene premiato il vincitore per la migliore performance dell'evento)

## Incontri Annullati
|                                                   | Divisione    |                     |        |                | Motivo                       |
| ------------------------------------------------- | ------------ | ------------------- | ------ | -------------- | ---------------------------- |
| Sfida valida per il titolo di campione indiscusso | Pesi Massimi | Fabrício Werdum (c) | contro | Cain Velasquez | Velasquez subì un infortunio |
| Sfida valida per il titolo di campione indiscusso | Pesi Massimi | Fabrício Werdum (c) | contro | Stipe Miočić   | Werdum subì un infortunio    |